# Godfrey N. Hounsfield
Sir Godfrey Newbold Hounsfield (28. kolovoza, 1919. – 12. kolovoza 2004.) bio je engleski inženjer koji je 1979.g. podijelio Nobelovu nagradu za fiziologiju ili medicinu s Allan M. Cormack za svoj doprinos razvoju dijagnostičke tehnike rendgenske kompjuterizirane tomografije (CT).

## Izum
Hounsfield je došao na ideju, kako bi netko mogao odrediti što je unutar kutije, pomoću očitavanja x-zraka iz svih kutova oko predmeta. Vođen tom idejom krenuo je u izradu kompjutera koji će moći na temelju podataka dobivenih snimanjem x-zrakama iz različitih kutova stvoriti sliku predmeta u "slojevima". Primjenom, te ideje na medicinu navelo ga je da predloži nešto što se danas zove kompjuterizirana tomografija. U to vrijeme, Hounsfiled nije bio svjestan teoretskog matematičkog rada Cormacka. Hounsfiled je izradio prototip uređaja samo za glavu i uspješno ga testirao, prvo na očuvanom ljudskom mozgu, zatim na svježem kravljem mozgu, pa konačno i na sebi. 
U rujnu 1971.g. CT je uveden u medicinsku upotrebu uspješnim skeniranjem moždane ciste na pacijentu u bolnici Atkinson Morley's Hospital u Londonu. Godine 1975., Hounsfield je izradio i prvi uređaj za čitavo tijelo.

## Vanjske poveznice
- Nobelova nagrada - autobiografija (engl.)